# Raabs an der Thaya
Raabs an der Thaya osztrák város Alsó-Ausztria Waidhofen an der Thaya-i járásában. 2018 januárjában 2651 lakosa volt. Cseh nevéből (Rakous) Szlovákul (Rakús) származik Ausztria cseh és szlovák  elnevezése (Rakousko, a "Raabson túli ország").

## Elhelyezkedése

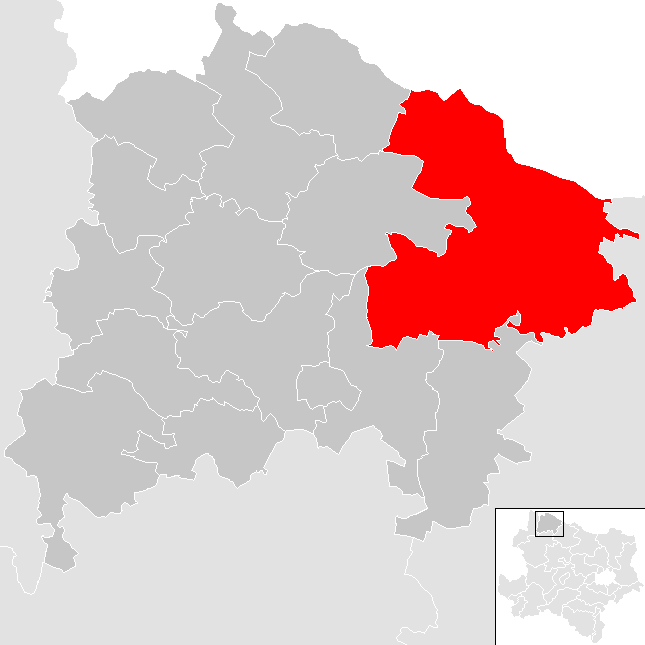
Raabs an der Thaya a Waidhofen an der Thaya-i járásban

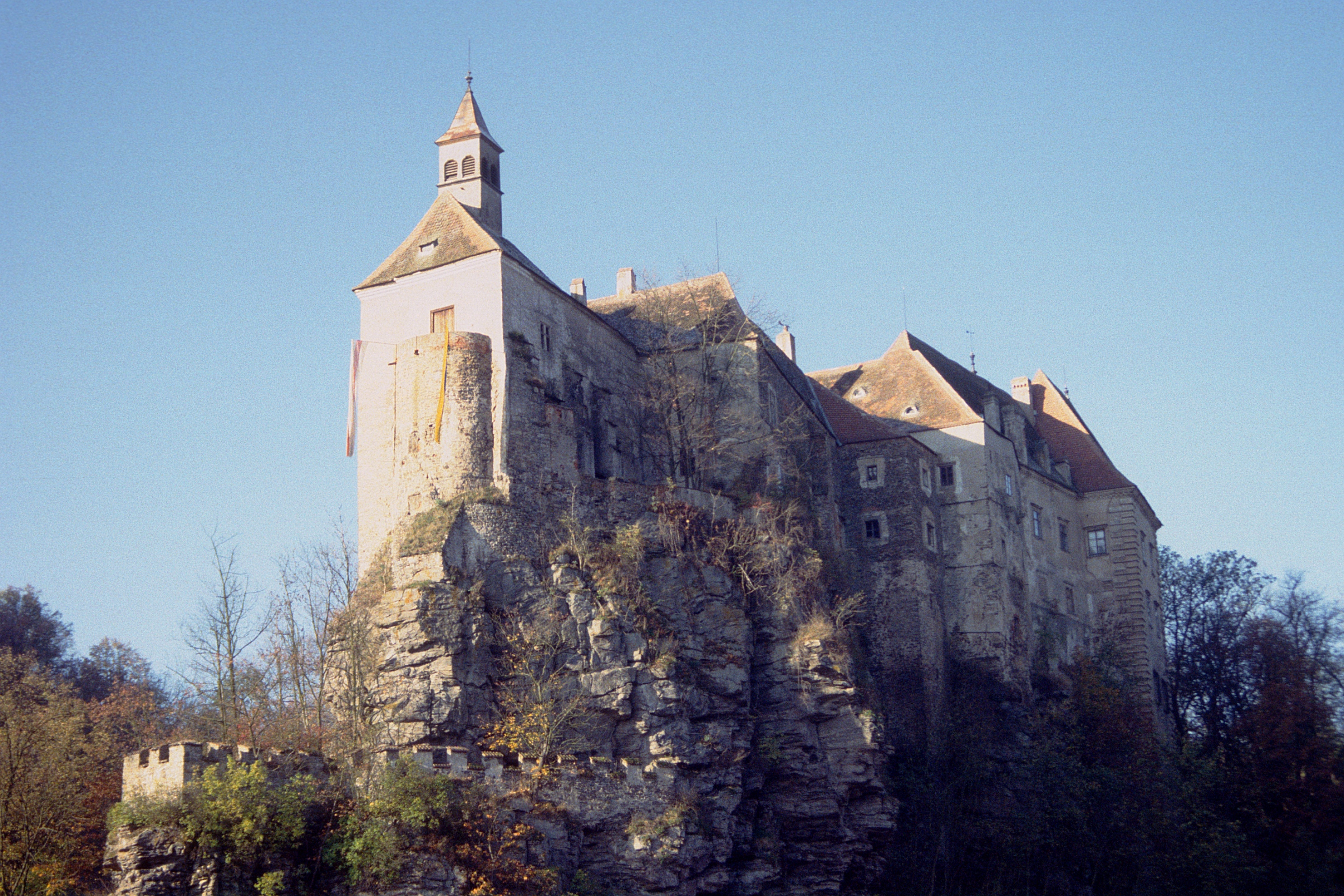
A raabsi vár

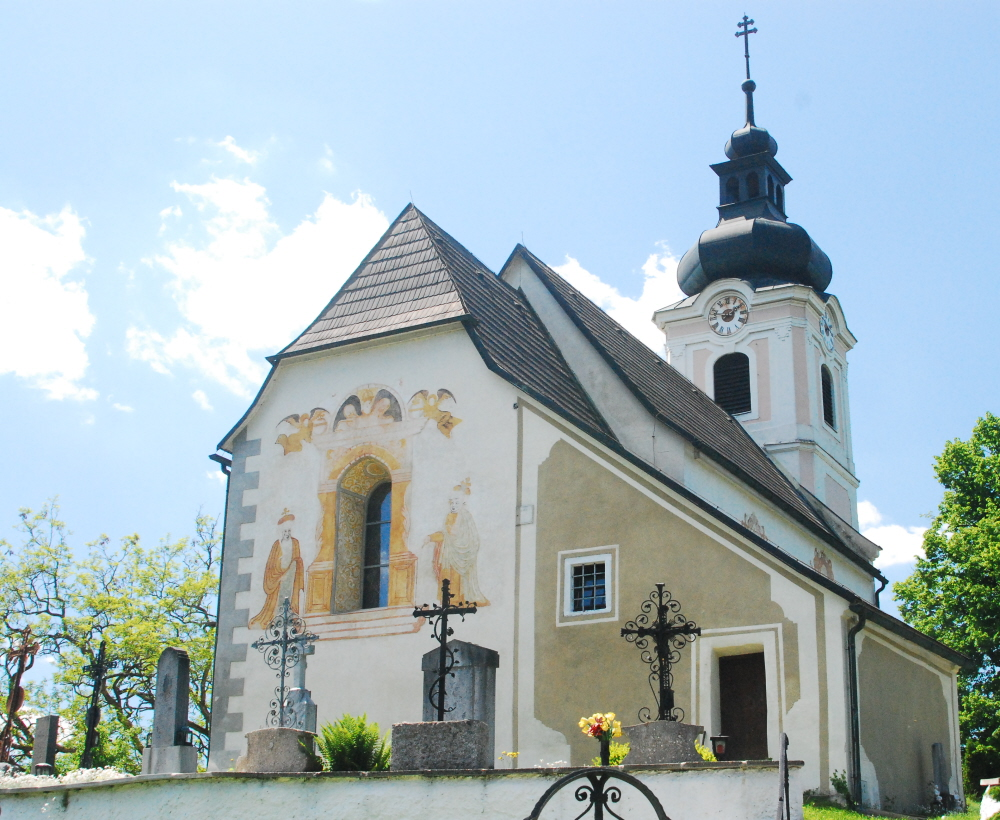
Az eibensteini templom

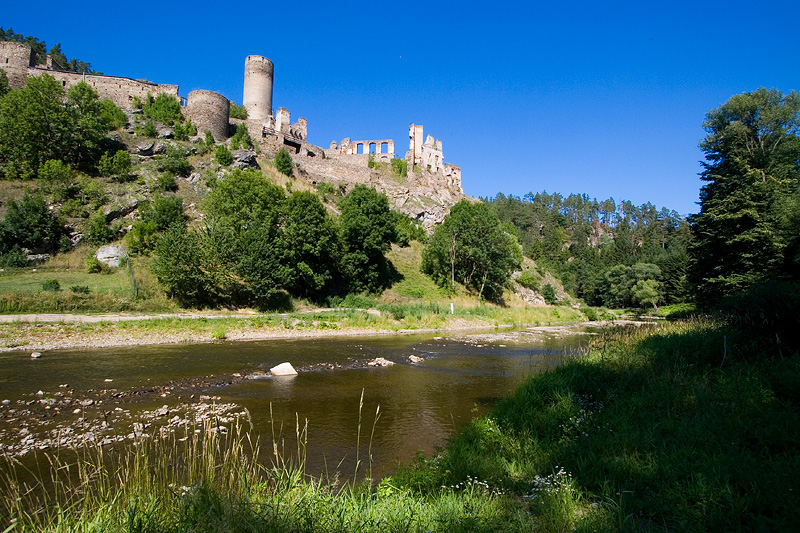
Kollmitz várának romjai

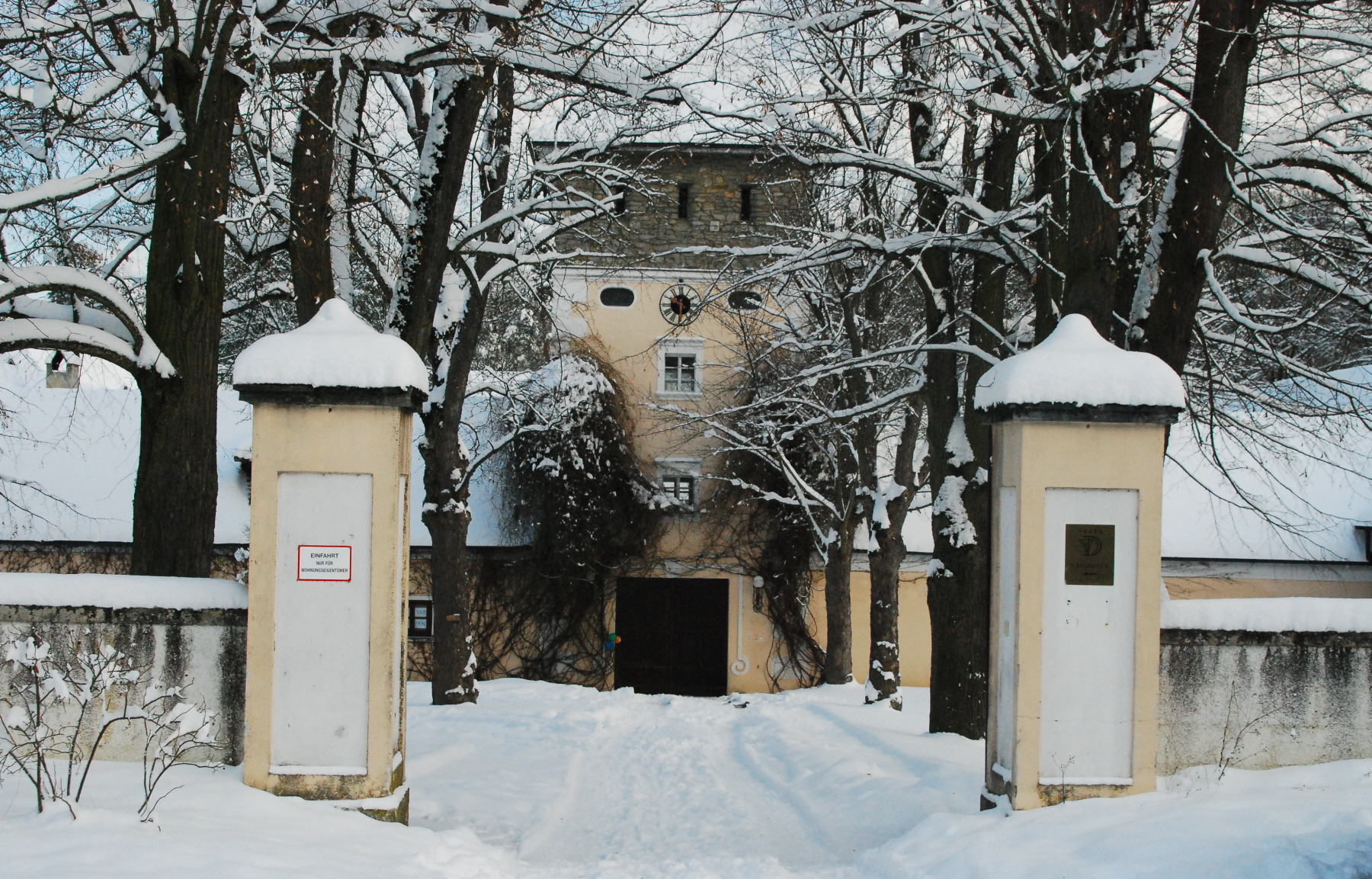
A primmersdorfi kastély

Raabs an der Thaya Alsó-Ausztria Erdőnegyedének (Waldviertel) északi részén fekszik, a cseh határ mellett, a Thaya és mellékfolyója, a Morva Thaya találkozásánál. Területének 27,6%-át erdő borítja. Az önkormányzat 33 településrészt és falut egyesít: Alberndorf (30 lakos 2018-ban), Eibenstein (50), Großau (121), Koggendorf (29), Kollmitzdörfl (62), Liebnitz (50), Lindau (50), Luden (41), Modsiedl (97), Mostbach (53), Neuriegers (64), Nonndorf bei Raabs (59), Oberndorf bei Raabs (184), Oberndorf bei Weikertschlag (76), Oberpfaffendorf (24), Pommersdorf (43), Primmersdorf (19), Raabs an der Thaya (807), Rabesreith (90), Reith (30), Rossa (90), Schaditz (46), Speisendorf (90), Süssenbach (47), Trabersdorf (16), Unterpertholz (72), Unterpfaffendorf (40), Weikertschlag an der Thaya (125), Wetzles (24), Wilhelmshof (0), Zabernreith (28), Zemmendorf (57) és Ziernreith (37). A kataszteri közösségek Alberndorf, Eibenstein, Großau, Koggendorf, Kollmitzdörfl, Liebnitz, Lindau, Luden, Modsiedl, Mostbach, Neuriegers, Nonndorf, Reith, Oberndorf bei Raabs, Oberndorf bei Weikertschlag, Oberpfaffendorf, Pommersdorf, Primmersdorf, Raabs an der Thaya, Rabesreith, Rossa, Schaditz, Speisendorf, Süßenbach, Trabersdorf, Unterpertholz, Unterpfaffendorf, Weikertschlag an der Thaya, Wetzles, Wilhelmshof, Zabernreith, Zemmendorf és Ziernreith.
A környező önkormányzatok: keletre Drosendorf-Zissersdorf, délkeletre Japons, délre Ludweis-Aigen, délnyugatra Groß-Siegharts, nyugatra Karlstein an der Thaya, északnyugatra Waldkirchen an der Thaya és Písečné u Slavonic, északra Županovice u Dešné és Dešná u Dačic, északkeletre Vratěnín (utóbbi négy Csehországban).

## Története
Raabsot először az 1119-1125 között írt Cronica Boemorumban említik először. Várát a 11. század végén építették. Raabsból származtak a nürnbergi várgrófság első urai, a von Raabs nemzetség. 1260-ban Babenberg Margit cseh királyné a csehországi Wok von Rosenbergnek adományozta a raabsi grófságot. Fiai, Heinrich és Witiko VI 1272-ben az apjuk által alapított hohenfurti apátságnak adták át a raabsi egyházközség fölötti felügyelet jogát. A raabsi uradalmat Heinrich von Rosenberg 1282-ben átadta Habsburg Albert hercegnek. 1358-ban a Puchheim család szerezte meg az akkor már mezőváros Raabsot és számos fejlesztést hajtottak végre és privilégumokat szereztek neki. Ebben az időszakban nyerte el a vár mai külsejét. 1702-ben Franz Anton von Quarient und Raall vásárolta meg a birtokot, amelyet további szerzeményeivel jelentősen kibővített. 1760 Raabsot továbbadták a türingiai eredetű Bartensteineknek, akik a jelentősebb ausztriai famíliákhoz tartoztak, II. József nevelője is egy Bartenstein volt. 
Az 1848-as bécsi forradalom után a feudális birtokrendszert felszámolták és Raabsban megalakult a mezővárosi önkormányzat. Az első világháborúban Großauban internálótábor működött. 1926-ban Raabsot városi rangra emelték. 

## Lakosság
A Raabs an der Thaya-i önkormányzat területén 2018 januárjában 2651 fő élt. A lakosságszám 1923 óta (akkor 5913 fő) folyamatosan csökken. 2016-ban a helybeliek 95,9%-a volt osztrák állampolgár; a külföldiek közül 1% a régi (2004 előtti), 0,8% az új EU-tagállamokból érkezett. 0,6% a volt Jugoszlávia (Szlovénia és Horvátország nélkül) vagy Törökország, 1,7% egyéb országok polgára. 2001-ben a lakosok 93,7%-a római katolikusnak, 3,9% pedig felekezeten kívülinek vallotta magát. Ugyanekkor 2 magyar élt a városban.

## Látnivalók
- a raabsi vár
- a Mária mennybevétele-plébániatemplom
- az eibensteini vár romjai
- Kollmitz várának romjai
- az eibensteini Szt. Egyed-plébániatemplom
- a primmersdorfi kastély és 1706-ban épült magtára

## Testvértelepülések
- Jemnice (Csehország)
- Reszel (Lengyelország)

## Fordítás
- Ez a szócikk részben vagy egészben  a   Raabs an der Thaya című német Wikipédia-szócikk ezen változatának fordításán alapul.  Az eredeti cikk szerkesztőit annak laptörténete sorolja fel. Ez a jelzés csupán a megfogalmazás eredetét és a szerzői jogokat jelzi, nem szolgál a cikkben szereplő információk forrásmegjelöléseként.